# Couvent des Augustins de Liège
Le couvent des Augustins de Liège était un couvent situé face au rivage de l'église Saint-Jacques-le-Mineur de Liège. Il fut achevé en 1506 et supprimé en 1796 à la suite de la Révolution française. Depuis sa vente en 2003, le bâtiment abrite une société immobilière, une clinique ophtalmologique, des bureaux et des appartements.

## Géographie

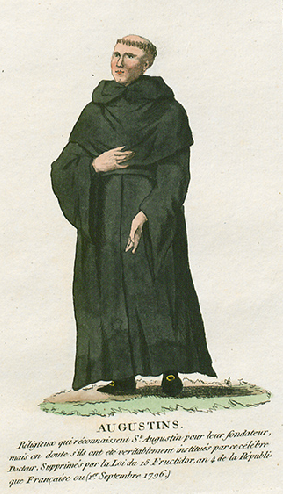
Augustin.

À partir de 1455, les Frères Ermites de Saint-Augustin, qui résidaient dans la province de Cologne cherchent à se fixer à Liège. Herman de Galop, prieur du couvent de Maastricht, est nommé Terminaire à vie et prédicateur du couvent, dans la ville de Liège, mais il ne peut y former un établissement. Ce sont les Pères de la province de France qui parviennent à s'y fixer avec l'aide d'un chanoine de la cathédrale Notre-Dame-et-Saint-Lambert de Liège nommé Alexandre de Seraing.
Le couvent des Augustins de Liège est alors édifié face au rivage de l'église Saint-Jacques-le-Mineur de Liège.

## Histoire

### Origine
Vers 1499, Jacques Depré est nommé prieur du couvent qui allait être fondé à Liège. Il est reparti en France après avoir vendu une rente de 22 muids d'épeautre sous prétexte de se procurer l'argent nécessaire pour bâtir.

### Agrandissement du couvent
Lambert d'Oupeye, chancelier d'Érard de La Marck, contribua de ses deniers à l'agrandissement du couvent. En 1750, Jacques-Barthélemy Renoz, architecte liégeois, est chargé de la reconstruction de l'église, sur la façade de laquelle, un bas-relief représente saint Augustin avec un ange qui tient sa mitre et sa crosse.

### Révolution française
Le couvent a été supprimé le 1er septembre 1796, et remplacé par des habitations particulières. 
Le 2 pluviôse an VI (21 janvier 1798), le couvent avec l'église, les bâtiments, les jardins, etc., le tout d'une surface de 4 bonniers, 5 verges grandes, 13 petites et 282 pieds carrés sont vendus 530 000 francs. Par la suite, l'église est convertie en magasin de bois et en manège.

### Aménagements modernes
Les rues du Jardin Botanique et des Augustins ont été percées sur l'emplacement de la propriété des augustins. Le bras de la Meuse comblé, l'ancien couvent est racheté en 1864 par le comte Henri de Meeûs qui le donne à une congrégation religieuse l'Institut de l'Adoration perpétuelle. Jusqu'en 1993, les sœurs occupèrent les bâtiments et entretinrent l'église attenante. À cette date, elles en firent don à une association caritative diocésaine le Balloir.

## Occupation récente

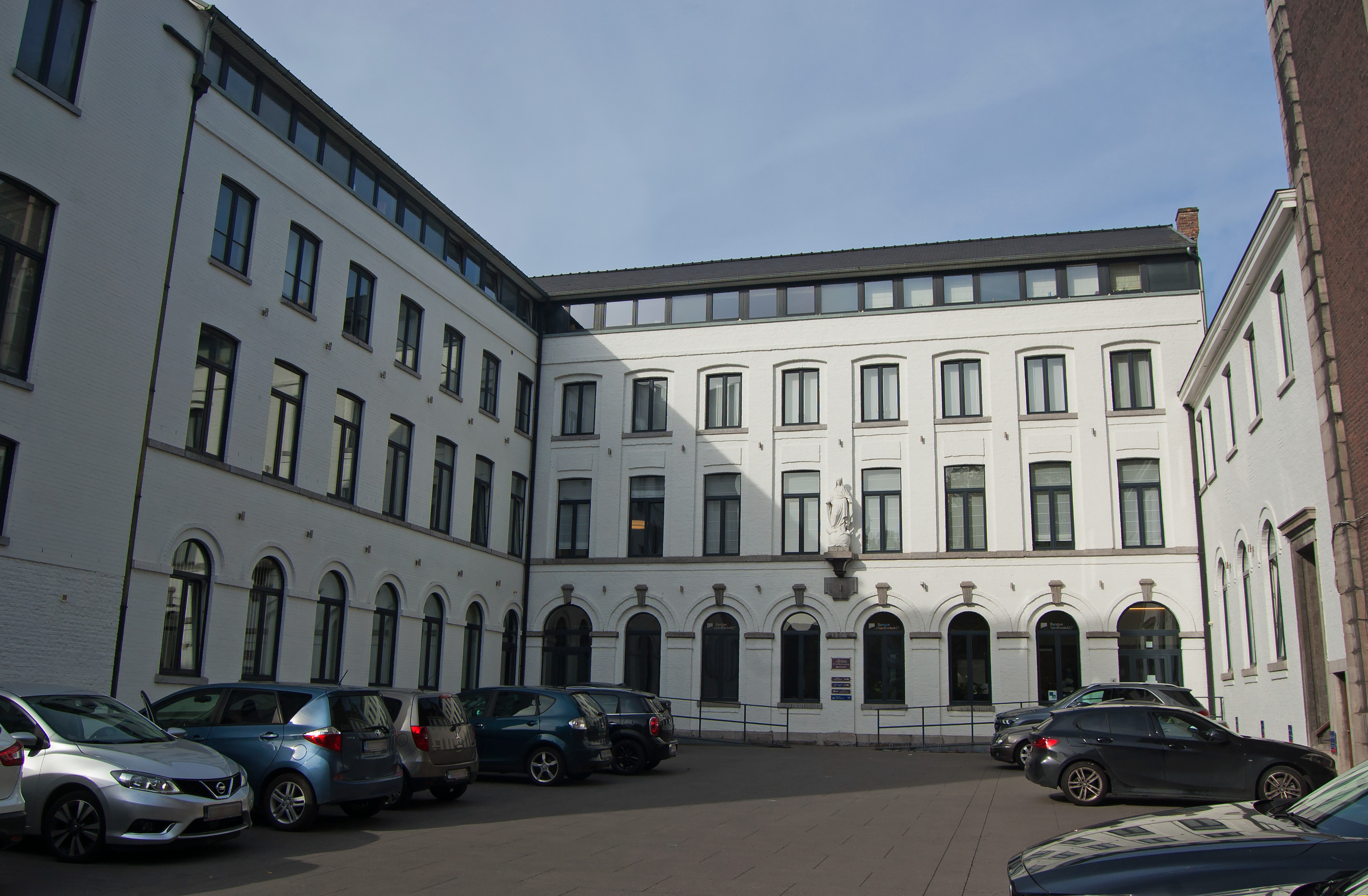
Le couvent réaménagé à côté de l'église du Saint-Sacrement

En 2003, l'évêché de Liège décida de s'en séparer et mit l'ensemble (couvent et église) en vente. Le couvent, situé sur le boulevard d'Avroy est acheté par un promoteur privé et est aujourd'hui un bâtiment en exploitation immobilière.

## L'église du Saint-Sacrement
L'église Sainte-Anne est consacrée en 1527 et reconstruite par Jacques-Barthélemy Renoz en 1750. Le couvent est supprimé après la Révolution française le 1er septembre 1796. À la fin du XIXe siècle, les Dames de l'Adoration perpétuelle vont la rendre au culte et l'appeler Église du Saint-Sacrement.